# Wergeld
Wergeld (formes alternatives: weregild, wergild, weregeld, etc.) va ser una forma de compensació, normalment pagament com a reparació exigit a una persona culpable d'homicidi o un altre tipus de mort il·legal, encara que també podia ser exigit per qualsevol altre crim important. No es va fer distinció entre assassinat i homicidi fins que aquestes distincions van ser instituïdes per la reintroducció del dret romà en el segle xii.

## Dades generals
El pagament del Wergeld va ser un mecanisme legal molt important en les societats del nord d'Europa, com la vikinga o la anglosaxona, durant l'alta edat mitjana; l'altra forma de reparació en aquesta època era la venjança sagnant. El pagament es feia normalment al clan familiar. Si el pagament no es realitzava, o era rebutjat pel bàndol ofès, acostumava a derivar a un constant deute de sang.
La mida del Wergeld en casos d'assassinat venia imposat pel rang social de la víctima. En els casos d'esclaus o thralls -esclaus en la cultura escandinava-, no es va estipular cap preu, encara que era comú realitzar un pagament simbòlic en el cas del thrall i el valor de l'esclau en el seu cas. Un clàssic exemple d'una disputa per un Wergeld d'un esclau es narra en la Saga d'Egil Skallagrímson.
Aquest impost era conegut pels celtes, Els quals ho denominaven ericfine a Irlanda i galanes a Gal·les, i pels pobles eslaus que l'ho nomenaven vira ("вира") a Rússia i główczyzna a Polònia.
El pagament del Wergeld va ser reemplaçat gradualment amb la pena capital a causa de la cristianització, començant prop del segle ix, i quasi en la seva totalitat en el segle xii, quan el Wergeld va començar a cessar com una pràctica en tot l'Imperi Romà.

## Etimologia
La paraula Wergeld està composta per were, que significa "home", i geld, que significa "pagament"; la paraula significaria "preu d'un home". Etimològicament, were està relacionat amb el terme llatí vir. geld és l'arrel de la paraula anglesa gilt (daurat, de color daurat), com 'gold', que significa: 'or'. Avui dia, la paraula geld continua significant "diners" en llengües com l'holandès, el jiddisch i l'alemany.